# Feixe de Bachmann

Feixe de Bachmann no sistema de condução elétrica do coração.

O feixe de Bachmann é um ramo do sistema de condução elétrica do coração situado na parede interior da aurícula esquerda.